# Giancarlo Aliberti

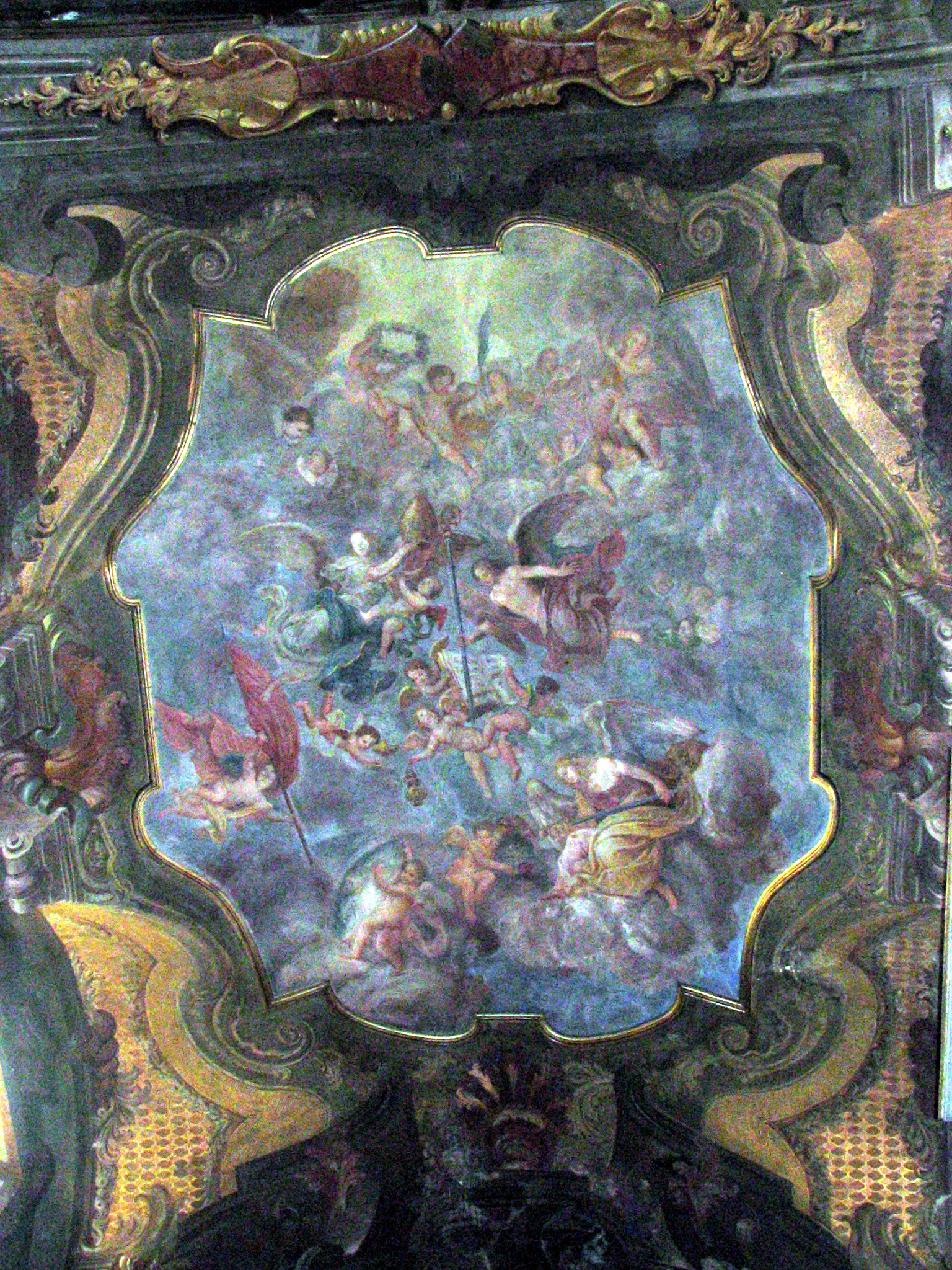
Giancarlo Aliberti - Affresco nella Chiesa di San Martino, Asti

Giancarlo Aliberti (Canelli, 13 febbraio 1670 – Asti, 2 febbraio 1727) è stato un pittore italiano barocco e rococò, noto come decoratore di cappelle ad Asti, Alessandria, Cuneo, Cherasco.

## Biografia
Compiuti i primi studi ad Asti nella bottega dei pittori Fariano di Mondovì (in particolare, fu allievo di Giovanni Battista Fariano), agli inizi del 1700 si trasferì a Roma, dove visse alcune anni e perfezionò la sua tecnica. Ritornato ad Asti nel 1708, sposò la figlia del pittore astigiano Giovanni Antonio Laveglia.
Ebbe due figli: Carlo Filippo, nato ad Asti, morto dopo il 1776, architetto civile e di teatro e scenografo, e Giuseppe Amedeo, detto Abate Aliberti, nato ad Asti verso il 1710, morto nel 1772, pittore, ricordato anche col nome di Gian Giacomo, con qualche confusione di notizie col fratello. Entrambi i fratelli furono allievi di Ferdinando Galli Bibiena a Bologna (1733-39: Arch. di Stato di Torino, lettere dei ministri di Roma, carteggio tra il card. Lambertini ed il ministro marchese d'Ormea; lettere del 7 luglio 1736, 24 genn. 1737, 2 febbr. 1737), dove Carlo Filippo venne pubblicamente premiato all'Accademia. Egli poi, dopo un brevissimo soggiorno nel 1739 a Roma (con sussidio regio), tornò a Torino per lavorare a lungo presso B. Alfieri, ricevendo uno stipendio fisso come "pittore d'architettura" o anche "disegnatore d'architettura", come risulta nei conti delle fabbriche e fortificazioni (Arch. di Stato di Torino, sez. IV, Camerale). Su suo disegno venne eretta (1764) la facciata di S. Teresa in Torino, per conto del card. G. B. Roero (dal solo Bartoli attribuita a L. Barberis).
Del pittore Giuseppe Amedeo che, raccomandato dal card. A. Albani, ebbe diverse commissioni per la corte sabauda e dopo peregrinazioni varie, tornò in Piemonte nel 1758,si conosce solo una Sacra Famiglia nella chiesa del Carmine a Torino. Egli aveva condotto una vita piuttosto sregolata (nel 1726 era già implicato in un fatto di violenza a Saluzzo e dal 1762 al 1770 fu in prigione) e aveva svolto anche un'attività letteraria: nel 1737 aveva pubblicato Rime per le terze nozze di Carlo Emanuele III e nel 1751 aveva raccolto Componimenti poetici per le nozze di Vittorio Amedeo di Savoia con Maria Ferdinanda di Spagna.
Entrambi sono spesso citati con il cognome originario Alberti. https://www.treccani.it/enciclopedia/giovanni-aliberti_(Dizionario-Biografico)/

## Opere
Aliberti fu un pittore molto prolifico, abile nella prospettiva e nelle decorazioni alla maniera dei bolognesi. Lavorò prevalentemente per committenti locali e - in misura minore - per quelli di una ristretta area confinante. Rimarchevoli le cupole per le chiese di Sant'Agnese e di San Martino  e gli affreschi per la chiesa di  Sant'Agostino ad Asti. Sue opere si trovano anche nel duomo di Alessandria, nella chiesa di Santa Chiara a Cuneo (Miracolo di Santa Chiara), nella chiesa di Santa Caterina a Casale Monferrato, nella chiesa di San Martino a La Morra, nella chiesa di Sant'Agostino a Cherasco e - ovviamente - nel suo paese natale, Canelli (La morte di San Giuseppe, L'Immacolata Concezione, ambedue  nella parrocchiale di San Tommaso, La madonna del rosario, La Pentecoste, L'Epifania, San Rocco tra gli appestati e San Giacomo).
Alcuni suoi affreschi, in stile rococò, sono andati perduti in seguito alla distruzione delle chiese per le quali erano stati eseguiti. Quelli realizzati per la chiesa di Sant’Anastasio di Asti demolita nel 1907  (Tobia e l'angelo e La guarigione del paralitico) furono invece salvati e sono oggi conservati nella galleria civica di Palazzo Mazzetti assieme ad un'altra opera di Aliberti, Sant'Anna tra San Carlo Borromeo e Santa Cristina.